# Замок Донор

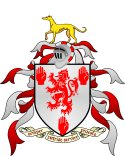
Герб вождів клану Мак Геогеган.

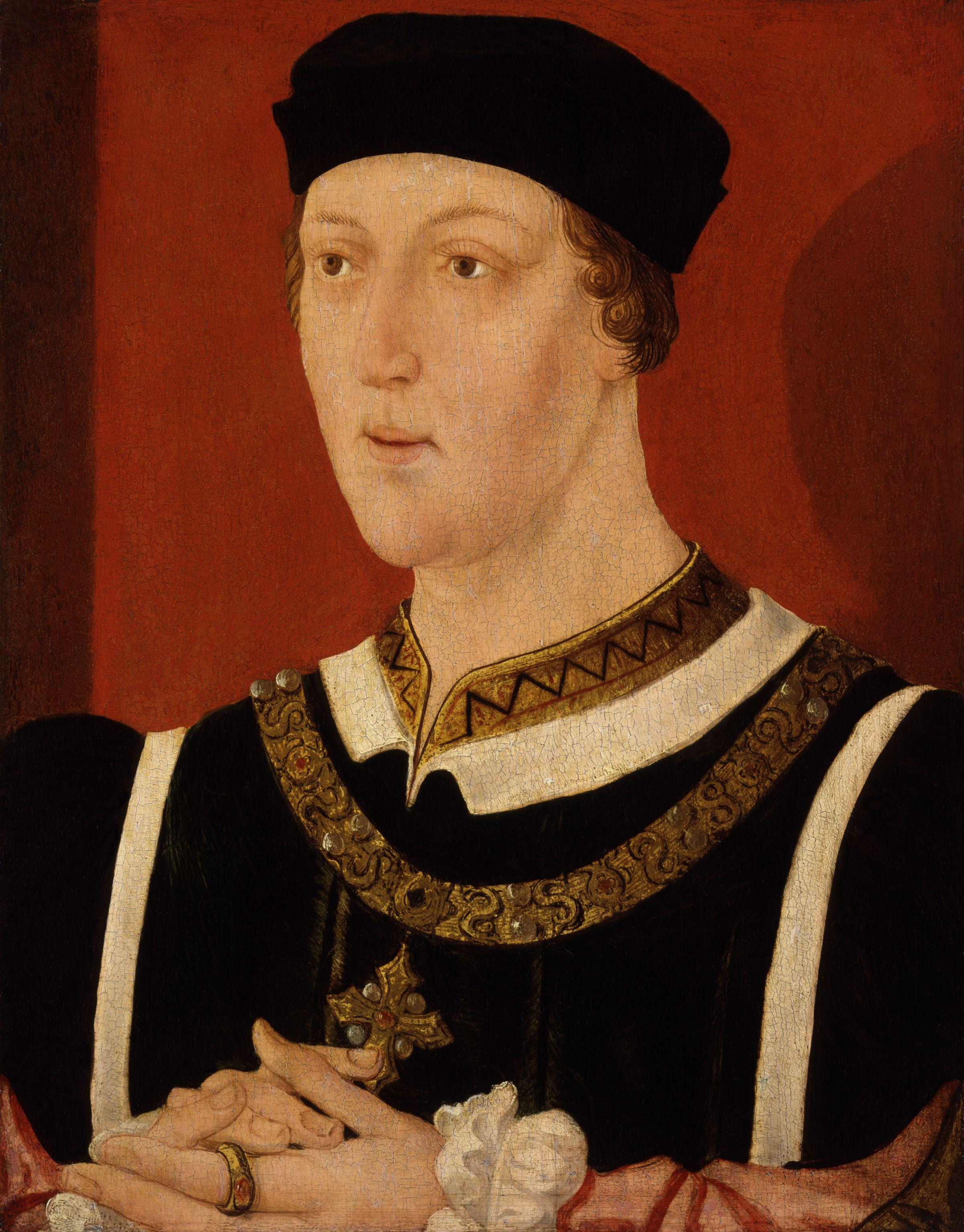
Король Англії Генріх VI.

Замок Донор (англ. Donore Castle, ірл. Caiseal Dhún Uabhair) — замок Дун Ваварь — один із замків Ірландії, розташований в графстві Міт. Нині цей замок є національною пам'яткою історії та архітектури Ірландії національного значення. Замок розташований на березі річки Бойн, вище по течії від місця впадіння в річку Бойн річка Чорна Вода (Блеквотер) на південь від дороги R161.

## Історія замку Донор
Замок Донор був побудований на гроші короля Англії Генріха VI. У 1429 році король Англії виділив гроші на будівництво замків в Ірландії навколо англійської колонії Пейл. У XV столітті ірландські клани почали наступ на англійські володіння, відвойовуючи свої землі. Володіння Англії в Ірландії скоротились до Дубліна та його околиць — так званого Пейлу. Решта території була під контролем ірландських кланів, що називали себе окремими незалежними королівствами (такими як королівства Тір Конайлл, Тір Еогайн, Томонд, Еле, Десмонд, Брейфне, Коннахт, Лейнстер та ін.) або під контролем графів, що колись були васалами Англії, але тепер стали фактично незалежними (володіння графів Ормонд, графів Кілдер та ін.). Виникла загроза повної ліквідації англійської влади в Ірландії. Королі Англії намагалися будь-що втримати свою владу хоча б на частині території Ірландії. Для цього вони кожному бажаючому, хто визнавав себе підданим англійського короля — англійському колоністу, чи нащадку старих англійських колоністів, які давно змішалися з ірландцями, перейняли їх звичаї та мову, виділяв 10 фунтів стерлінгів для будівництва замку. На той час це була велика сума. якої вистачало для того, щоб побудувати замок. Замки навколо Пейлу почали рости як гриби. Серед них був і замок Донор. Але на відміну від інших замків він був побудований не англійськими колоністами. а ірландським кланом Мак Еохагайн — Мак Геогеган.
У 1641 році спалахнуло повстання за незалежність Ірландії. Над замком Донор замайорів прапор Ірландської конфедерації. У 1650 році війська Олівера Кромвеля обложили замок Донор. Штурмом командував сер Джон Рейнольдс. Під час штурму загинули, захищаючи замок 40 чоловік з клану Мак Геогеган.
Відповідно до документів «Цивільного обстеження», здійсненого Гарратом Ланчем в середині XVII століття у 1640 році маєток замку Донор мав фруктовий сад та низку будинків. Збереглися малюнки 1785 року, де замок критий дахом, всі сторони даху нахилені вниз до стін.

## Особливості архітектури
Замок баштового типу. Вежа має три поверхи, при основі 7,3 Х 6,3 м, висотою 12 м, кути заокруглені. Між поверхами склепіння. На поверхах були каміни. Стелі підтримували кронштейни. Над вхідними дверима є бійниця. Також над дверима є рельєфи з зображенням короля та єпископа.